# Кормишкіна Ірина Валеріївна
Іри́на Вале́ріївна Корми́шкіна (попереднє прізвище — Аллахвердієва; нар. 26 серпня 1978, Миколаїв, УРСР) — українська економістка і політична діячка. Народний депутат України 9-го скликання від партії Слуга народу.

## Життєпис
Народилася 26 серпня 1978 року в Миколаєві. Закінчила Миколаївську аграрну академію (спеціальність «Облік та аудит»). Економіст із бухгалтерського обліку та фінансів.

### Трудова діяльність
Була директором Миколаївської обласної дирекції ПрАТ СК «Уніка», заступницею директора з розвитку в Миколаївській філії ЗАТ АСК «ІНГО Україна», заступницею директора Миколаївської міської страхової агенції ЗАТ «Інкомстрах».

### Політична діяльність
Кандидат у народні депутати від партії «Слуга народу» на парламентських виборах 2019 року, № 116 у списку. На час виборів: директор Миколаївської обласної дирекції ПрАТ СК «Уніка», безпартійна, жила в Миколаєві.
Член Комітету з питань фінансів, податкової та митної політики, голова підкомітету з питань тарифного та нетарифного регулювання.
21 лютого 2025 року подала заяву про складання мандату нардепа, 25 лютого Рада підтримала припинення повноважень.

## Розслідування

### Незаконне збагачення
3 листопада 2022 року журналісти змусили генпрокурора Андрія Костіна відкрити кримінальне провадження щодо Ірини за отримання неправомірної вигоди, а саме подарунків вартістю 14,4 млн грн та 5,3 млн грн, а також годинника Defy Midnight за 310 000 грн, інкрустованого 11 білими діамантами.
16 жовтня 2024 року за дорученням керівника САП Кормишкіній повідомлено про підозру в незаконному збагаченні. У 2021—2022 роках вона стала власницею активів, що на 20 млн грн перевищують офіційні доходи та заощадження за цей період, на той час її офіційний дохід становив до 2,7 млн грн. 23 жовтня 2024 року Кормишкіну відпустили на поруки голови фракції «Слуга народу» Давида Арахамії та очільника Миколаївської ОВА Віталія Кіма.
21 березня 2025 року ВАКС визнав Кормишкіну (ч. 2 ст. 366-2, ч. 1 368-5 ККУ) та її чоловіка Юрія (ч. 2 ст. 209, ч. 2 ст. 366-2 ККУ) винними, затвердивши угоду про визнання провини, яка передбачає умовний термін. Обвинуваченим також наказали перерахувати 2 млн грн на потреби ЗСУ та 20 млн до державного бюджету.
Кормишкіній призначено позбавлення волі терміном на 5 років і штраф 68 тис. грн (4000 неоподатковуваних мінімумів доходів громадян) із позбавленням права обіймати посади, пов’язані з виконанням функцій держави або місцевого самоврядування терміном на 2 роки. Юрія Кормишкіна засуджено на 5 років позбавлення волі, штраф 68 тис. грн, позбавлення права обіймати посади, пов’язані з виконанням функцій держави або місцевого самоврядування строком на 2 роки. Але ВАКС звільнив засуджених від позбавлення волі, встановивши іспитовий строк на два роки.

### Підозра в декларуванні неправдивих даних
9 січня 2025 року Кормишкіній було повідомлено про підозру щодо декларування свідомо неправдивих відомостей. За даними слідства, в декларації за 2023 рік вона не вказала житловий будинок та ділянки під Одесою вартістю 17 млн грн. Активи на понад 20 млн грн перевищують офіційні доходи та заощадження за цей період.

## Родина
- Юрій Кормишкін — чоловік (з 2022), депутат Миколаївської облради, голова фракції «Наш край». Разом володіють 66 земельними ділянками площею 115 га, 35 із них Юрій купив у 2022 році, до шлюбу[4]. У січні 2025 року отримав підозру в легалізації незаконного майна[23].